# 2-а Знаменка
2-а Знаменка (рос. 2-я Знаменка) — присілок в Черемисиновському районі Курської області Російської Федерації.
Населення становить 44 особи. Входить до складу муніципального утворення Михайлівська сільрада.

## Історія
Населений пункт розташований на території українського етнічного та культурного краю Східна Слобожанщина.
Від 2004 року входить до складу муніципального утворення Михайлівська сільрада.

## Населення
| 2002 | 2010 |
| ---- | ---- |
| 62   | ↘44  |